# Tannschorrenbach
Der Tannschorrenbach ist ein Bach auf der Gemarkung von Tannheim im baden-württembergischen Landkreis Biberach in Oberschwaben. Er entspringt in einem Waldgebiet genannt Tannenschorren und mündet nach etwa 500 Metern in den Tannenschorrenweiher. Ungefähr dreihundert Meter unterhalb des Ausflusses des Baches aus dem Tannenschorrenweiher, erhält er seinen wesentlichen Zufluss aus den Quellen des Wolfsloches. Danach durchfließt er die Gemeinde ober- und unterirdisch und mündet nach etwa vier Kilometern in den Illerkanal. Von seinem Wasser wurden im Jahre 2011 durchgängig pro Sekunde ein Liter für die örtliche Trinkwasserversorgung entnommen. Damit trägt er zwanzig Prozent für die örtliche Trinkwasserversorgung bei. Sein durchschnittlicher Abfluss, bemessen auf ein Normaljahr, beträgt fünfunddreißig Liter pro Sekunde.

## Verlauf
Das Quellgebiet des Tannschorrenbaches befindet sich beim Wolfsloch, oberhalb des Tannenschorrenweihers, in den Waldstücken genannt Langer Ghau und Tannschorren auf 630 m ü. NN m.
Der Tannschorrenweiher, der den Tannschorrenbach aufstaut, ist im Eigentum des ehemaligen reichsgräflichen Hauses von Schaesberg. Der Tannschorrenbach wird weiter zu einem Pumpwerk am Wasserturm beim Waldgebiet Horn geführt.
Die örtliche Narrenzunft „Daaschora Weibla“ leitet ihren Namen von dem Bach her.

### Mühlebach
Der Mühlebach, eine Verzweigung des Tannschorrenbaches, erreicht über einen hanggeführten Mühlkanal nach einem halben Kilometer die Obere Mühle. Fünfhundert Meter weiter unterhalb liegt die Untere Mühle. Beide Mühlen gehören zu den rund einhundert Mühlen der Mühlenstraße Oberschwaben. Die Obere Mühle erscheint 1529 im Verzeichnis der ehemaligen Reichsabtei der Benediktiner Kloster Ochsenhausen als zweite Mahlmühle. Die Untere Mühle, auch Getreidemühle St. Benignus genannt, ist die einzige aktive Getreidemühle im Landkreis Biberach mit Wasserradantrieb. An einem normalen Tag erreicht die Mühle eine Wassermenge von fünfunddreißig Litern pro Sekunde.
Der wieder mit dem Mühlebach vereinigte Tannschorrenbach wird dort über ein oberschlächtiges Eisenrad mit 7 m Durchmesser aus dem Jahre 1884 geführt. Der Bach mündet am nördlichen Ortsrand von Tannheim in einen kleinen Teich namens Brühl. Von dort wird der Bach in die Kläranlage der Gemeinde beim Illerkraftwerk Werk II geleitet und mündet dann in den Illerkanal.
Im Jahre 2010 entnahm die Gemeinde für die örtliche Wasserversorgung einen Liter Wasser pro Sekunde von dem Quellwasser des Baches. Mit dieser Menge deckte der Bach zu einem Fünftel die Wasserversorgung der Gemeinde Tannheim. Das restliche Wasser, Grundwasser der Iller, kommt vom Pumpwerk am Opfinger Stock im Illertal. Einen Antrag des Bürgermeisters auf Erhöhung der Entnahmemenge auf acht Liter pro Sekunde für die Gemeindewasserversorgung lehnte der Gemeinderat im Jahre 2010 ab. Die Gemeinde ist nicht Mitglied im Zweckverband Illertal Wasserversorgung (ZVI).

## Weblinks

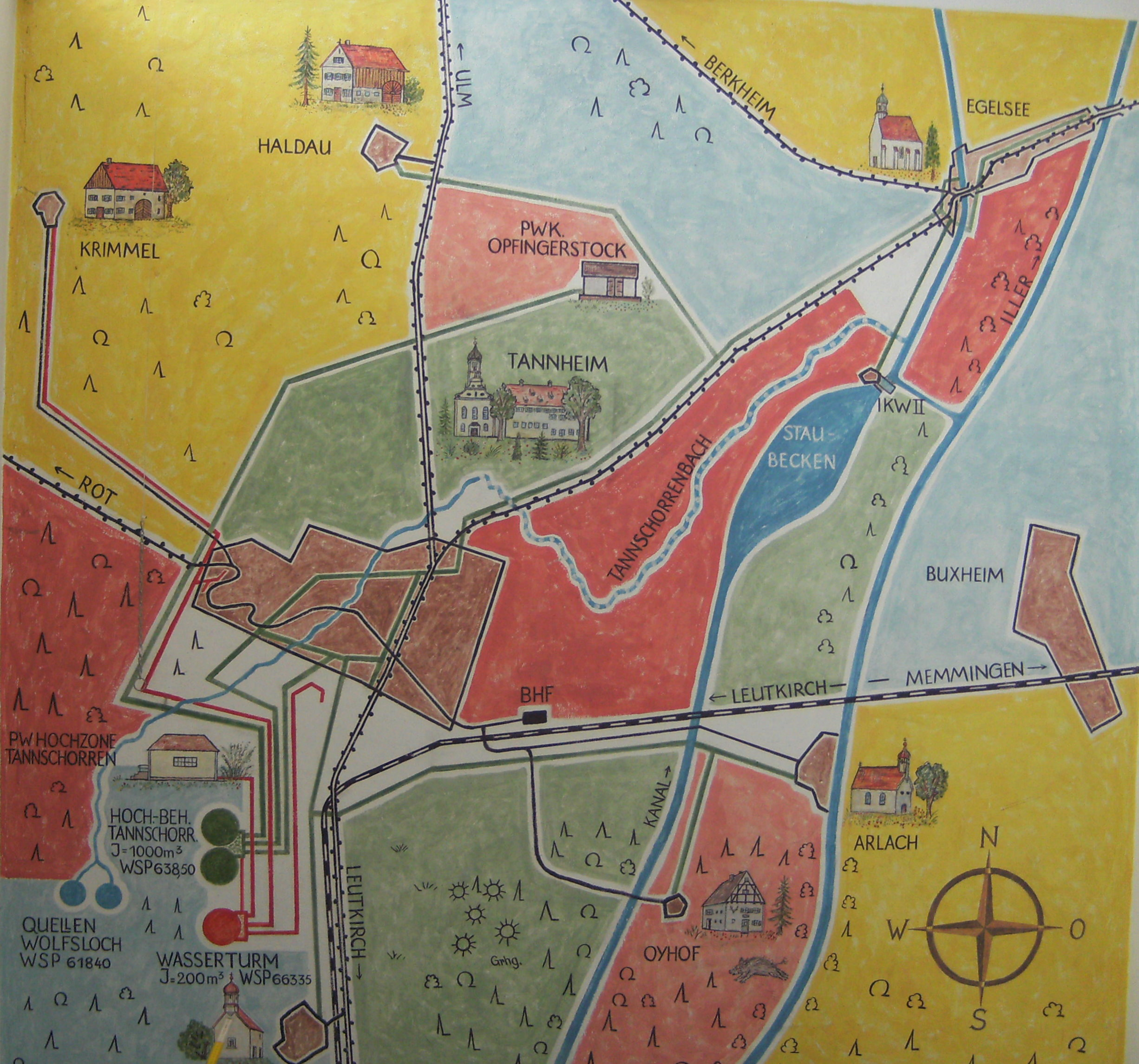
Tannschorrenbach Skizze am Wasserturm